# Provincia di Trapani
La provincia di Trapani (ufficialmente, dal 1986: provincia regionale di Trapani), è stata una provincia italiana della Sicilia con capoluogo Trapani, comprendente 24 comuni con una popolazione di 435 765 abitanti nell'anno 2015. Ad essa è subentrato, il 4 agosto 2015, il libero consorzio comunale di Trapani.
Occupava una superficie di 2459,84 km² con una densità abitativa di 177,43 abitanti per km². Era la più occidentale delle province siciliane e confinava ad est con la provincia di Palermo, a sud-est con la provincia di Agrigento, mentre ad ovest e a sud era bagnata dal Canale di Sicilia e infine a nord dal mar Tirreno. Facevano parte del territorio provinciale anche l'isola di Pantelleria e le isole Egadi.

## Storia
Il diretto antecedente della Provincia di Trapani è l'omonimo ente istituito dal Regno delle Due Sicilie nel 1817. La Provincia fu testimone e parte attiva della spedizione dei Mille; Garibaldi infatti scelse proprio il territorio trapanese per iniziare la campagna di liberazione dell'isola. Le navi sbarcarono a Marsala l'11 maggio 1860 e due navi da guerra borboniche giunte nel frattempo, tardarono a bombardare gli invasori, data la presenza di due navi britanniche presenti nel porto.
Il 14 maggio, a Salemi, Garibaldi assunse la dittatura della Sicilia in nome di Vittorio Emanuele. I Mille poi vinsero la battaglia di Calatafimi il 15 maggio. Con l'avvento della Dittatura prima e del Regno d'Italia poi, venne così costituito l'ente provincia dello stato unitario.

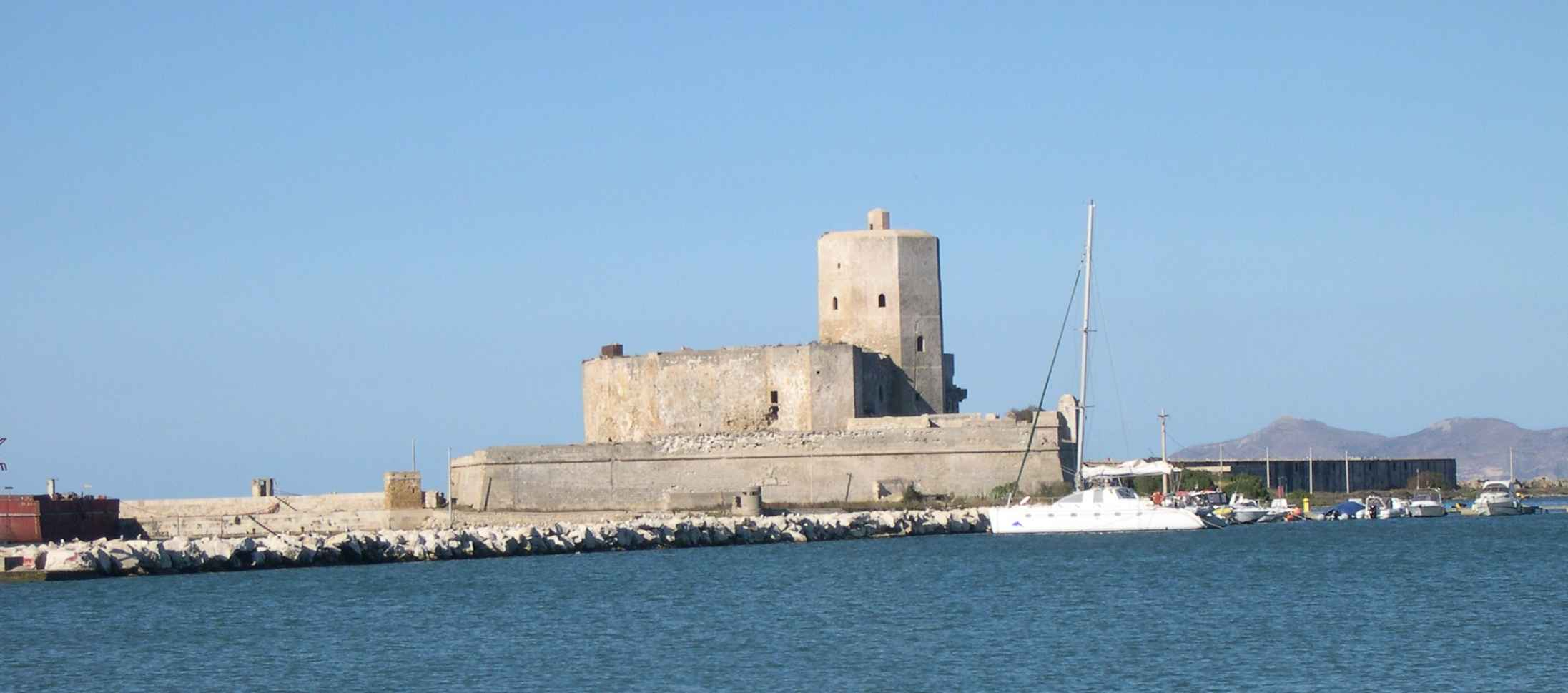
Il castello della Colombaia a Trapani

Durante l'ultima fase della seconda guerra mondiale le installazioni aeroportuali di Trapani e di Pantelleria e i porti che si affacciavano sul canale di Sicilia vennero duramente bombardati dagli alleati. Finita la guerra, la Sicilia ottenne lo Statuto speciale che abolì le province siciliane.Furono ricostituite nel 1963, recependo la normativa nazionale e furono denominate "province regionali" nel 1986.
La provincia di Trapani nel gennaio 1968 venne duramente colpita dal terremoto del Belice; tra i tanti centri colpiti dal sisma vi furono paesi che rimasero completamente distrutti: Gibellina, Poggioreale e Salaparuta. Subirono danni ingenti: Partanna, Santa Ninfa, Salemi, Vita e Calatafimi. La ricostruzione avvenne con estrema lentezza ed irrazionalità, ma venne costruita un'autostrada, la A29, al posto della disastrata viabilità ordinaria e questa fu anche l'occasione in cui la provincia perse una delle sue linee ferroviarie, la Castelvetrano-Santa Ninfa-Salaparuta, che, nonostante fosse di grande utilità per i pendolari, non venne più riattivata.
Il 24 marzo 2014 è avvenuta la soppressione delle nove province regionali, sostituite da nove "Liberi Consorzi comunali" (coincidenti territorialmente e amministrativamente con le rispettive province e di cui assumono tutte le funzioni) nelle more della costituzione delle tre aree metropolitane e dei liberi consorzi definitivi come previsto dalla legge approvata dall'Assemblea Regionale Siciliana il 12 marzo 2014. Un'ulteriore legge regionale disciplinerà compiti e funzioni di questi nuovi enti, mentre ogni consorzio è, nel frattempo, retto da un commissario straordinario nominato dalla giunta regionale.

Cartina della provincia con rappresentati i confini comunali

## Comuni
Appartenevano alla provincia di Trapani i seguenti 25 comuni:
| Stemma | Città                   | Popolazione (ab) | Superficie (km²) |
| ------ | ----------------------- | ---------------- | ---------------- |
|        | Alcamo                  | 45.374           | 130,79           |
|        | Buseto Palizzolo        | 3.076            | 72               |
|        | Calatafimi Segesta      | 7.005            | 154              |
|        | Campobello di Mazara    | 10.828           | 65               |
|        | Castellammare del Golfo | 15.286           | 127,14           |
|        | Castelvetrano           | 30.713           | 206,23           |
|        | Custonaci               | 5.430            | 69               |
|        | Erice                   | 28.490           | 47,94            |
|        | Favignana               | 4.290            | 37               |
|        | Gibellina               | 4.305            | 45               |
|        | Marsala                 | 82.812           | 241,23           |
|        | Mazara del Vallo        | 51.413           | 275,82           |
|        | Misiliscemi             | 8.104            | 93               |
|        | Paceco                  | 11.433           | 58               |
|        | Pantelleria             | 7.806            | 83               |
|        | Partanna                | 11.165           | 82               |
|        | Petrosino               | 7.631            | 44               |
|        | Poggioreale             | 1.565            | 37               |
|        | Salaparuta              | 1.752            | 41               |
|        | Salemi                  | 10.984           | 181              |
|        | Santa Ninfa             | 5.098            | 63               |
|        | San Vito Lo Capo        | 4.362            | 59               |
|        | Trapani                 | 54.779           | 180,6            |
|        | Valderice               | 12.161           | 52               |
|        | Vita                    | 2.164            | 8                |

## Amministrazione

Gonfalone provinciale